# Willie Thornton
Ne doit pas être confondu avec William Thornton ou William E. Thornton.
Pour les articles homonymes, voir Thornton.
William Thornton MM, couramment appelé Willie Thornton, est un footballeur international puis entraîneur écossais, né le 3 mars 1920, à Winchburgh, West Lothian et décédé le 26 août 1991 . Évoluant au poste d'avant-centre, il passe la totalité de sa carrière aux Rangers. Il fait partie du Rangers FC Hall of Fame.
Il compte 8 sélections pour 1 but inscrit en équipe d'Écosse.

## Biographie

### Carrière en club
Natif de Winchburgh, West Lothian, il passe la totalité de sa carrière aux Rangers, s'y engageant en 1936 et prenant sa retraite de joueur 18 ans plus tard, en 1954.
Jouant son premier match alors qu'il n'avait pas encore 17 ans, il est l'un des plus jeunes joueurs à avoir porté le maillot des Rangers. Son salaire était alors d'1 £ par semaine.
Sa carrière fut toutefois mise entre parenthèses avec la Seconde Guerre mondiale pendant laquelle il servit dans le Scottish Horse (en) et où il reçut la Médaille Militaire pour son courage lors du débarquement allié en Sicile.
Il fut le premier joueur des Rangers d'après-guerre à dépasser la barre mythique des 100 buts en championnat d'Écosse (il terminera sa carrière avec 138 buts inscrits).
Après avoir raccroché les crampons, il se reconvertit comme entraîneur, d'abord pour 5 saisons à Dundee, puis 9 saisons à Partick Thistle (408 matches dont 151 victoires, 85 matches nuls et 172 défaites, soit 37,01 % de victoires). En 1968, il décida de rejoindre son club de cœur, les Rangers, avec un poste d'adjoint de l'entraîneur David White (en). Après le départ de White (en), il assura l'intérim à la tête de l'équipe du 27 novembre au 8 décembre 1969, pour 2 matches (tous les deux remportés, soit 100 % de victoires) avant William Waddell ne soit nommé.

### Carrière internationale
Willie Thornton reçoit 8 sélections en faveur de l'équipe d'Écosse. Il joue son premier match le 15 mai 1946, pour une victoire 3-1, à l'Hampden Park de Glasgow, contre la Suisse en match amical. Il reçoit sa dernière sélection le 30 mai 1952, pour une défaite 1-3, au Råsunda de Stockholm, contre la Suède en match amical. Il inscrit 1 but lors de ses 8 sélections.
Il participe avec l'Écosse aux British Home Championship de 1947 et 1948. 

#### Buts internationaux
| no | Date        | Lieu                          | Adversaire | Score final | Compétition  |
| -- | ----------- | ----------------------------- | ---------- | ----------- | ------------ |
| 1  | 25 mai 1952 | Idrætsparken (en), Copenhague | Danemark   | 2-1         | match amical |

## Palmarès

### Comme joueur
- Rangers :
  - 4 titres de champion d'Écosse
  - Vainqueur d'1 Coupe d'Écosse